# Matteo Bruni (giurista)
Matteo Bruni, latinizzato come Matthaeus Brunus (Rimini, 1503 circa – Rimini, 31 ottobre 1575), è stato un giurista italiano del XVI secolo.

## Biografia
Nacque nei primi anni del XVI secolo a Rimini, primogenito di Giovanni Bruni de' Parcitadi e di Vanetta de' Battagli. Inizio gli studi nella sua città avendo come precettore Girolamo Crisavo di Zara, passando poi agli studi giuridici sotto Mario Guidone da Savignano. Verso la fine del 1528 si trasferì all'Università di Bologna, dove divenne amico di Francesco Bolognetti e conseguì il dottorato in utroque iure nel 1533.
Fu al servizio dei duchi di Mantova fino al 1536, quando divenne uditore del vescovo di Ferrara e, nello stesso anno, anche giudice penale a Roma. Si trasferì poi a Reggio Calabria con l'incarico di vicario dell'arcivescovo Agostino Gonzaga. Fece ritorno a Rimini nel 1546, città di cui tre anni più tardi era podestà. Negli anni 1550 rivestì analoghi incarichi anche a Cervia e forse Ravenna.
Morì nel 1575 a Rimini.

## Opere
- (LA) Consilia, Venezia, Altobello Salicato, 1582.